# Bullia smytheae
Bullia smytheae is een slakkensoort uit de familie van de Nassariidae. De wetenschappelijke naam van de soort werd in 1994 voor het eerst geldig gepubliceerd door Robert Moolenbeek & Henk Dekker.